# یوری برچیچه
یوری برچیچه ایزتا (اسپانیایی: Yuri Berchiche Izeta‎؛ زادهٔ ۱۰ فوریهٔ ۱۹۹۰) بازیکن فوتبال اهل اسپانیا است.
از باشگاه‌هایی که در آن بازی کرده‌است می‌توان به تاتنهام هاتسپر، چلتنهام تاون، رئال وایادولید، رئال سوسیداد، ایبار، پاری سن ژرمن و اتلتیک بیلبائو اشاره کرد.